# Ivan Jurić (nogometaš)
Ivan Jurić (Split, 25. kolovoza 1975.) hrvatski je nogometni trener i bivši nogometaš. Trenutačno je trener Atalante. Kao igrač igrao je na poziciji veznjaka. 

## Igračka karijera
Nogometno je obrazovan u podmlatku splitskog Hajduka. U prvoj momčadi provodi tri godine, nakon kojih za oko 600.000 € (tadašnjih 1,2 milijuna DEM) prelazi u španjolsku Sevillu. Tamo je bio tri sezone, u kojima igra redovito i u prvoj i u drugoj ligi. Slijedi kratki 6-mjesečni boravak u Albaceteu, nakon čega Jurić prelazi u Italiju. Prvo je proveo pet godina (2001. – 2006.) igrajući Serie C1 i Serie B (talijanska 3. i 2. liga) u dresu Crotonea, gdje bilježi više od 150 nastupa. Od 2006. do 2010. godine je redovito nastupao za Genou, koja se natjecala u Seriji A i gdje je bio kapetan momčadi. Jurić je u godini 2010. odlučio završiti svoju igračku karijeru.
Statistika u Hajduku
| Natjecanje        | Nastupi | Zgoditci |
| ----------------- | ------- | -------- |
| Prvenstvo         | 53      | 2        |
| Kup               | 12      | 1        |
| Superkup          | 0       | 0        |
| Međunarodne       | 4       | 0        |
| Splitski podsavez | 0       | 0        |
| Ukupno            | 69      | 3        |
| Prijateljske      | 32      | 1        |
| Sveukupno         | 101     | 4        |

### Reprezentativna karijera
Nakon što je uspješno nastupao u mlađim uzrasnim kategorijama, Jurić je u A reprezentaciji zabilježio prvi nastup 11. veljače 2009. godine na utakmici u Bukureštu protiv Rumunjske, odigravši svih 90 minuta. Bio je blizu reprezentacije i u vrijeme izbornika Miroslava Blaževića, ali se često žalio da ga je bivši izbornik zaboravio i da mu se nakon obećanog poziva više nikada nije javio. U siječnju 2009. godine izbornik Slaven Bilić je najavio kako bi Jurić poslije odlaska Nike Kovača mogao zamijeniti bivšeg kapetana u veznome redu reprezentativne momčadi. Ali Jurić je odlučio završiti svoju karijeru reprezentativca.

## Trenerska karijera
Jurić je odveo Crotone po prvi put u njegovoj povijesti u Serie A travnju 2016. godine. Momčadi hrvatskog trenera Ivana Jurića je u posljednjem susretu s Modenom trebao samo jedan bod kako bi i matematički potvrdila svoje mjesto u najboljem razredu talijanskog nogometa. Odigrali su 1:1, a Modena je povela pogotkom Luppija u 17. minuti utakmice. Pogodak vrijedan velikog slavlja postigao je Palladino u 44. minuti s bijele točke.

## Priznanja

### Trenerska

#### Individualna
- Srebrna klupa (Panchina d'argento), za najboljeg trenera Serie B (1): 2015./16.[7]

## Vanjske poveznice
- Profil Ivana Jurića na službenoj stranici Genoe (tal.)